# Shag Rocks (Geòrgia del Sud)
|  | Per a altres significats, vegeu «Shag Rocks». |

Shag Rocks (en castellà:Islas Aurora) són sis petites illes deshabitades situades a l'extrem occidental de Geòrgia del Sud a 240 km de l'illa principal de l'arxipèlag de Geòrgia del Sud i a 1000 km de les illes Malvines. A 16 km al sud-est es troba Black Rock. Black Rock té les coordenades de 53° 39′ S, 41° 48′ O / 53.650°S,41.800°O.
La superfície total que ocupen les Shag Rocks és menor de 20 hectàrees. El punt més alt fa 75 m. La seva temperatura mitjana anual és de -1.2 °C i rarament arriben als 15 °C. No tenen una vegetació significativa.
La fauna es compon d'ocells marins entre ells els corbs marins imperial de Georgia del Sud (en anglès Shags) que donen el nom a aquestes illes.
Les Shag Rocks probablement van ser descobertes per Jose de la Llana el 1762, i el nom d'illes Aurora el van rebre pel nom del seu vaixell. Més tard van ser redescobertes per James Sheffield (1826) i van rebre el nom actual en anglès. El primer que hi va posar els peus va ser un geòleg argentí l'any 1956.
Formen part del Territori d'Ultramar Britànic (British overseas territory) de Geòrgia del Sud i les Illes Sandwich i des de 1985 van passar a ser de les Falkland Islands Dependencies.
Argentina també reivindica aquesta zona. En la Guerra de les Malvines de 1982 no van arribar a ser escenari de combats.